# Izland a 2010. évi nyári ifjúsági olimpiai játékokon
Izland a Szingapúrban megrendezett 2010. évi nyári ifjúsági olimpiai játékok egyik részt vevő nemzete volt. Az ország a játékokon 1 sportágban 6 sportolóval képviseltette magát, akik érmet nem szereztek.

## Úszás
Fiú
| Versenyző          | Versenyszám         | Előfutam | Előfutam | Elődöntő | Elődöntő | Döntő   | Döntő    |
| Versenyző          | Versenyszám         | Idő      | Hely.    | Idő      | Hely.    | Idő     | Helyezés |
| ------------------ | ------------------- | -------- | -------- | -------- | -------- | ------- | -------- |
| Anton Sveinn McKee | 200 m-es gyorsúszás | 1:58.08  | 34.      |          |          | kiesett | kiesett  |
| Anton Sveinn McKee | 400 m-es gyorsúszás | 4:12.80  | 27.      |          |          | kiesett | kiesett  |
| Hrafn Traustason   | 100 m-es mellúszás  | 1:07.97  | 25.      | kiesett  | kiesett  | kiesett | kiesett  |
| Hrafn Traustason   | 200 m-es mellúszás  | 2:28.08  | 17.      |          |          | kiesett | kiesett  |

Lány
| Versenyző                    | Versenyszám         | Előfutam | Előfutam | Elődöntő | Elődöntő | Döntő   | Döntő    |
| Versenyző                    | Versenyszám         | Idő      | Hely.    | Idő      | Hely.    | Idő     | Helyezés |
| ---------------------------- | ------------------- | -------- | -------- | -------- | -------- | ------- | -------- |
| Ingibjorg Kristin Jonsdottir | 50 m-es gyorsúszás  | 26.87    | 10. Q    | 26.47    | 9.       | kiesett | kiesett  |
| Ingibjorg Kristin Jonsdottir | 100 m-es gyorsúszás | 58.74    | 21.      | kiesett  | kiesett  | kiesett | kiesett  |
| Karen Sif Vilhjalmsdottir    | 50 m-es gyorsúszás  | 27.55    | 25.      | kiesett  | kiesett  | kiesett | kiesett  |
| Karen Sif Vilhjalmsdottir    | 100 m-es gyorsúszás | 1:00.01  | 34.      | kiesett  | kiesett  | kiesett | kiesett  |
| Karen Sif Vilhjalmsdottir    | 200 m-es gyorsúszás | 2:09.61  | 30.      |          |          | kiesett | kiesett  |
| Inga Elin Cryer              | 400 m-es gyorsúszás | 4:28.68  | 16.      |          |          | kiesett | kiesett  |
| Inga Elin Cryer              | 200 m vegyes        | 2:25.12  | 18.      |          |          | kiesett | kiesett  |
| Bryndis Run Hansen           | 50 m-es pillangó    | 28.60    | 13. Q    | 28.53    | 13.      | kiesett | kiesett  |
| Bryndis Run Hansen           | 100 m-es pillangó   | 1:05.56  | 26.      | kiesett  | kiesett  | kiesett | kiesett  |
| Bryndis Run Hansen           | 200 m vegyes        | 2:28.10  | 20.      |          |          | kiesett | kiesett  |

Vegyes
| Versenyző                                                                                  | Versenyszám                 | Előfutam | Előfutam | Elődöntő | Elődöntő | Döntő   | Döntő    |
| Versenyző                                                                                  | Versenyszám                 | Idő      | Hely.    | Idő      | Hely.    | Idő     | Helyezés |
| ------------------------------------------------------------------------------------------ | --------------------------- | -------- | -------- | -------- | -------- | ------- | -------- |
| Anton Sveinn McKee Ingibjorg Kristin Jonsdottir Hrafn Traustason Karen Sif Vilhjalmsdottir | 4×100 m-es gyorsúszás váltó | 3:49.60  | 15.      |          |          | kiesett | kiesett  |
| Anton Sveinn McKee Ingibjorg Kristin Jonsdottir Hrafn Traustason Bryndis Run Hansen        | 4×100 m-es vegyes váltó     | 4:18.81  | 14.      |          |          | kiesett | kiesett  |

## Fordítás
Ez a szócikk részben vagy egészben  az   Iceland at the 2010 Summer Youth Olympics című angol Wikipédia-szócikk fordításán alapul.  Az eredeti cikk szerkesztőit annak laptörténete sorolja fel. Ez a jelzés csupán a megfogalmazás eredetét és a szerzői jogokat jelzi, nem szolgál a cikkben szereplő információk forrásmegjelöléseként.